# Merv Lincoln
Merv Lincoln, född 22 november 1933, död 1 maj 2016, var en friidrottare från Australien. Han deltog vid olympiska sommarspelen 1956 och olympiska sommarspelen 1960.